# Ptilinopus leclancheri
Ptilinopus leclancheri là một loài chim trong họ Columbidae.